# Karl Staf
För statsministern med samma namn, se Karl Staaff. För konstnären, se Carl Staaff.
Karl Ivar Reinhold Staf, född 18 mars 1915 i Stockholm, död 23 september 2008 i Helsingborg, var en svensk kommunist, sjöman, motståndsman och skribent.

## Biografi
Sin barndom spenderade Staf i Köpenhamn och i Helsingborg, där han anslöt sig till den kommunistiska rörelsen. Vid 17 års ålder gick han till sjöss och var i New York aktiv inom den radikala fackföreningen Skandinaviska sjömansklubben. I januari 1938 reste Staf till Spanien för att strida med de Internationella brigaderna i spanska inbördeskriget. Vid sin död 2008 var han den sista överlevande svenske frivillige från inbördeskriget.
Efter hemkomsten från Spanien bosatte sig Staf i Stockholm, där han värvades till den kommunistiska Wollweberligan, vars uppgift var att sabotera fascistisk sjöfart och bygga upp en motståndsrörelse vid en eventuell tysk ockupation av Sverige. Efter att Tyskland angripit Sovjetunionen i juni 1941 arresterades Staf av Säkerhetspolisen tillsammans med större delen av den svenska gruppen, men släpptes i brist på bevis. Han fortsatte då arbeta som sjöman och smugglade illegalt material till ockuperade länder i Europa. 
År 1942 fick Staf i uppdrag av Sveriges kommunistiska partis ordförande Sven Linderot att sköta en hemlig radiosändare i Köpenhamn. Han greps emellertid av Gestapo och dömdes till döden. Efter att UD ingripit omvandlades straffet till livstids tukthus i Tyskland och efter Tysklands fall 1945 återvände Staf till Sverige.
Efter kriget började Staf arbeta som journalist och under större delen av 1950-talet var han tidningarna Ny Dags och Norrskensflammans korrespondent i Moskva. I början av 1960-talet arbetade han i Kina, för att sedan bosätta sig på Kuba med hela Sydamerika som verksamhetsfält.
Karl Staf är gravsatt i minneslunden på Raus kyrkogård.

### Översättningar
- Tolstoj, Lev (1955). Den lilla flickan och de tre björnarna / illustrationer av V. Lebedjev ; [översättning från ryska av Karl Staf]. Sovjetlitteratur för barn och ungdom. För de små. Moskva: Förlaget för litteratur på främmande språk. Libris 1448900
- Vanten : en ukrainsk folksaga / teckningar av E. Ratjov ; [översättning från ryska av Karl Staf]. Sovjetlitteratur för barn och ungdom. För de små. Moskva: Förlaget för litteratur på främmande språk. 1955. Libris 3156094